# 1 Live Krone

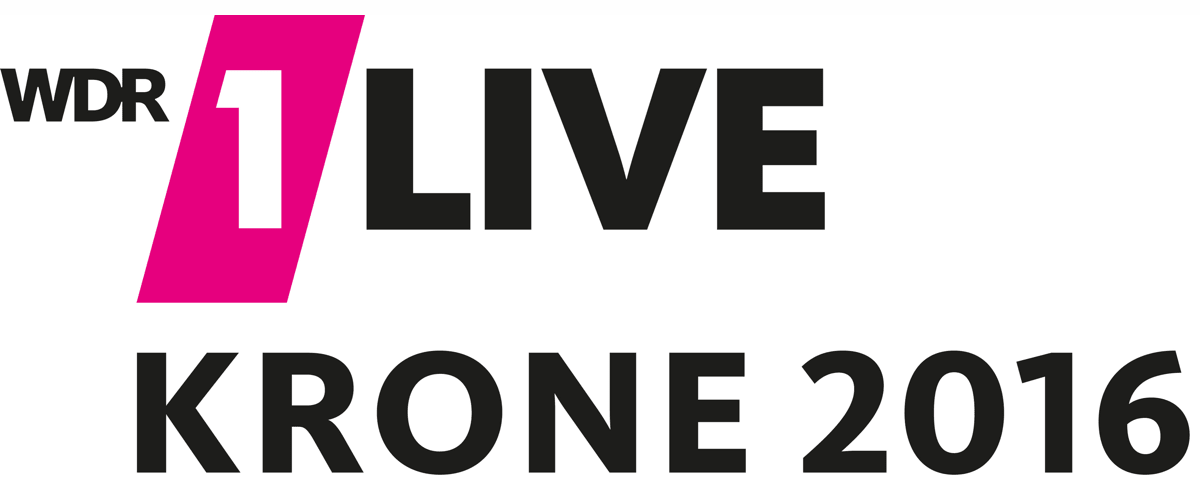
Logo der 1 Live Krone 2016

Die 1 Live Krone (eigene Schreibweise: 1LIVE Krone) ist ein deutscher Musikpreis, der seit dem Jahr 2000 vom Radiosender 1 Live durch die Abstimmung seiner Hörer verliehen wird. Sie gilt nach Darstellung des Rundfunksenders als „Deutschlands größter Radio-Award“.

## Allgemeines

### Ablauf
Die Hörer des Radiosenders 1 Live bestimmen über eine Abstimmung im Internet, wer in verschiedenen Kategorien die „1 Live Krone“ gewinnt. Lediglich in der Kategorie Lebenswerk, die seit 2010 den Namen Sonderpreis trägt, sowie seit 2008 in der Kategorie Beste Comedy und 2023 in der Kategorie Beste Unterhaltung wird die 1 Live Krone von der 1-Live-Redaktion verliehen. Für jede Kategorie werden mindestens fünf Künstler nominiert.
Seit der Verleihung im Jahr 2009 können Künstler auch mehrmals nominiert werden. So gewannen Clueso, Lena Meyer-Landrut, Casper, Cro, Kraftklub, Marteria & Casper und Juju 2009, 2010, 2013, 2014, 2017, 2018 bzw. 2019 jeweils zwei Kronen.
Während der Show treten Künstler aus Musik und Comedy live auf.

### Austragungsort
In der Zeit zwischen 2000 und 2005 wurde die 1 Live Krone in der Arena Oberhausen verliehen. Von 2006 bis 2019 sowie 2022 verlieh der Hörfunksender sie in der Bochumer Jahrhunderthalle.
2020 und 2021 wurde sie aufgrund der COVID-19-Pandemie ohne Studiopublikum in den WDR-Studios Bocklemünd in einem Online-Livestream verliehen und ging sechs Stunden lang. Im WDR Fernsehen wurde eine 90-minütige Zusammenfassung ausgestrahlt.
Seit 2023 wird die 1 Live Krone im Lokschuppen Bielefeld verliehen.

### Preis
Bei der Auszeichnung handelt es sich um einen aus Polymethylmethacrylat gefertigten, kugelförmigen Preis mit 502 Millimeter Umfang und einem Gewicht von 1,834 Kilogramm, in dessen Inneren eine Krone aus Metall eingegossen ist.

### Moderation
Die Moderation der Verleihung erfolgt in wechselnder Besetzung durch verschiedene 1-Live-Moderatoren. Die ersten beiden Verleihungen präsentierten 2000 Miriam Pielhau und 2001 Noah Sow. Langjähriger Moderator war von 2002 bis 2010 Olli Briesch, der ab 2004 durch einen Co-Moderator unterstützt wurde. Diese Rolle übernahmen zweimal Katty Salié, 2006 Anja Backhaus und von 2008 bis 2010 Michael Imhof. 2007 war mit der Komikerin Mirja Boes erstmals eine externe Co-Moderatorin beteiligt.
Sabine Heinrich und Tobias Schlegl übernahmen für 2011 in Bochum die Nachfolge von Briesch. Im Jahr 2012 führte Heinrich zusammen mit Chris Guse durch den Abend. 2013 und 2014 folgten Simon Beeck und Jeannine Michaelsen; Michaelsen wurde im Jahr 2015 von Tina Middendorf abgelöst. 2016 und 2017 hat Klaas Heufer-Umlauf durch das Programm geführt, der in den Jahren 2018 und 2019 von Luke Mockridge abgelöst wurde.
2020 wurde die 1 Live Krone von Andreas Bursche und Donya Farahani verliehen. 2021 verliehen Freddie Schürheck, Benni Bauerdick, Larissa Rieß und Philip Isterewicz die 1 Live Krone. In beiden Jahren fand aufgrund der COVID-19-Pandemie keine Live-Gala statt. 2022 kehrte die Live-Gala zurück, hier führte Mona Ameziane durch die Veranstaltung. 2023 übernimmt Donya Farahani die Moderation erneut, diesmal alleine.

## Verleihungen
Bis einschließlich zur Preisverleihung 2014 wurden 130 Kronen an 83 verschiedene Künstler vergeben.

### 2000
Moderation: Miriam Pielhau
- Beste Band: Die Toten Hosen
- Bester Künstler: Sasha
- Bester Newcomer: Reamonn
- Bester DJ: ATB
- Bestes Album: Fettes Brot – Fettes Brot für die Welt
- Beste Single: Echt – Junimond
- Beste Comedy: Michael Mittermeier
- Innovation: Mouse on Mars
- Bester Produzent: DJ Tomekk
- Lebenswerk: Herbert Grönemeyer

### 2001
Moderation: Noah Sow
- Beste Band: Reamonn
- Bester Künstler: Sasha
- Beste Künstlerin: Sandra Nasić
- Bester Newcomer: No Angels
- Bester DJ: Blank & Jones
- Bestes Album: Thomas D – Lektionen in Demut
- Beste Single: Brothers Keepers – Adriano (Letzte Warnung)
- Beste Comedy: Michael Mittermeier
- Lebenswerk: Rio Reiser

### 2002
Moderation: Olli Briesch
- Beste Band: No Angels
- Bester Künstler: Sasha
- Beste Künstlerin: Jeanette Biedermann
- Bester Newcomer: Wonderwall
- Bester DJ: Mousse T.
- Bestes Album: Herbert Grönemeyer – Mensch
- Beste Single: Massive Töne – Cruisen
- Beste Comedy: Elmar Brandt und Peter Burtz für Die Gerd Show
- Lebenswerk: Nena

### 2003
Moderation: Olli Briesch
- Beste Band: Guano Apes
- Bester Künstler: Herbert Grönemeyer
- Beste Künstlerin: Jeanette Biedermann
- Bester Newcomer: Wir sind Helden
- Bester DJ: Paul van Dyk
- Bestes Album: Reamonn – Beautiful Sky
- Beste Single: No Angels – No Angel
- Beste Comedy: Anke Engelke
- Lebenswerk: Marius Müller-Westernhagen

### 2004
Moderation: Olli Briesch und Katty Salié
- Beste Band: Oomph!
- Bester Künstler: Gentleman
- Beste Künstlerin: Joy Denalane
- Bester Newcomer: Silbermond
- Bester Live-Act: Wir sind Helden
- Bestes Album: Sportfreunde Stiller – Burli
- Beste Single: Max Mutzke – Can’t Wait Until Tonight
- Beste Comedy: (T)Raumschiff Surprise
- Lebenswerk: Nina Hagen

### 2005

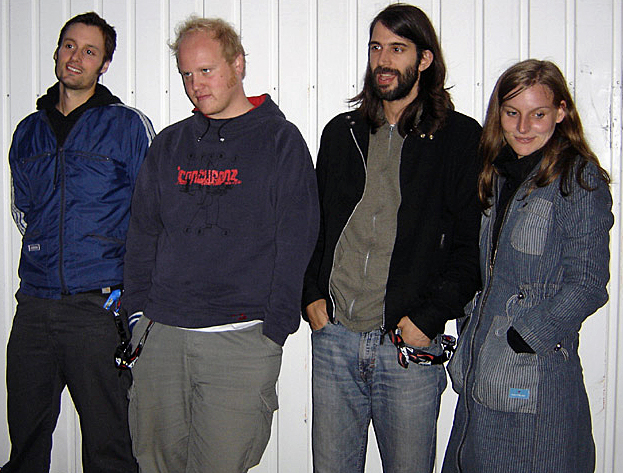
Wir sind Helden, 2005

Moderation: Olli Briesch und Katty Salié
- Beste Band: Silbermond
- Bester Künstler: Gentleman
- Beste Künstlerin: Sarah Connor
- Bester Newcomer: Tokio Hotel
- Bester Live-Act: Rammstein
- Bestes Album: Wir sind Helden – Von hier an blind
- Beste Single: Fettes Brot – Emanuela
- Beste Comedy: Ralf Schmitz
- Lebenswerk: Annette Humpe und Inga Humpe

### 2006
Moderation: Olli Briesch und Anja Backhaus
- Beste Band: Juli
- Bester Künstler: Xavier Naidoo
- Beste Newcomer: Revolverheld
- Bester Live-Act: Tokio Hotel
- Bestes Album: Die Toten Hosen – Nur zu Besuch
- Beste Single: Sportfreunde Stiller – ’54, ’74, ’90, 2006
- Beste Comedy: Hape Kerkeling
- Lebenswerk: Udo Lindenberg

### 2007
Moderation: Olli Briesch und Mirja Boes
- Beste Band: Sportfreunde Stiller
- Bester Künstler: Jan Delay
- Bester Newcomer: Boundzound
- Bester Live-Act: Beatsteaks
- Bestes Album: Die Fantastischen Vier – Fornika
- Beste Single: Die Ärzte – Junge
- Beste Comedy: Bully & Rick
- Lebenswerk: Die Toten Hosen

### 2008

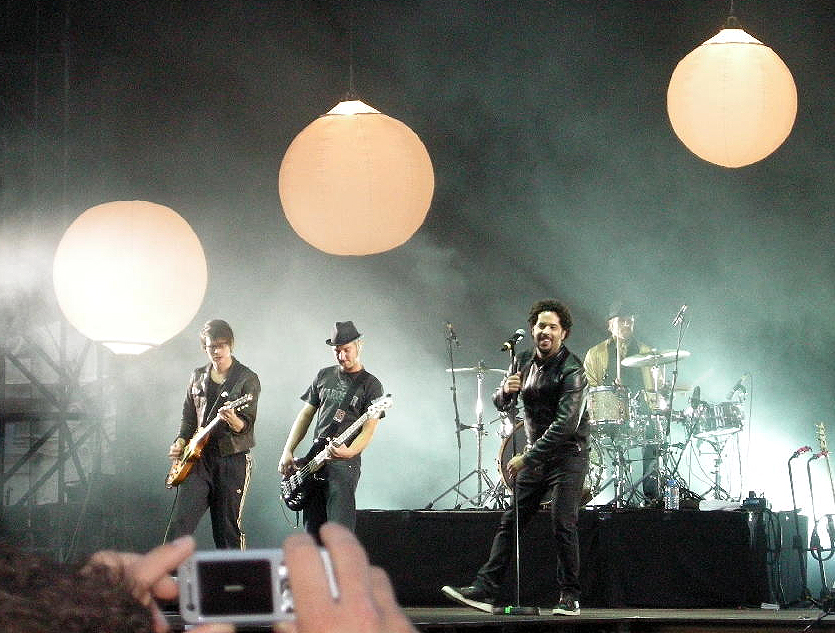
Ich + Ich bei einem Auftritt in Salem, 2008

Moderation: Olli Briesch und Michael Imhof
- Beste Band: Ich + Ich
- Bester Künstler: Clueso
- Bester Newcomer: Stefanie Heinzmann
- Bester Live-Act: Beatsteaks
- Bestes Album: Peter Fox – Stadtaffe
- Beste Single: Fettes Brot – Bettina, zieh dir bitte etwas an
- Beste Comedy: Mario Barth
- Lebenswerk: Die Ärzte (Die Auszeichnung wurde von der Band nicht angenommen.)[9]

### 2009
Moderation: Olli Briesch und Michael Imhof
- Beste Band: Die Toten Hosen
- Bester Künstler: Clueso
- Bester Newcomer: Luxuslärm
- Bester Live-Act: Peter Fox
- Bestes Album: Jan Delay – Wir Kinder vom Bahnhof Soul
- Beste Single: Clueso – Gewinner
- Beste Comedy: Kurt Krömer
- Lebenswerk: Die Fantastischen Vier

### 2010
Moderation: Olli Briesch und Michael Imhof
- Beste Band: Fettes Brot
- Beste Künstlerin: Lena Meyer-Landrut
- Bester Live-Act: Fettes Brot
- Bester Plan-B-Act: Tocotronic
- Bestes Album: Die Fantastischen Vier – Für dich immer noch Fanta Sie
- Beste Single: Lena Meyer-Landrut – Satellite
- Beste Comedy: Uwe Wöllner
- Sonderpreis: Stefan Raab für seine Verdienste als Entertainer und Musikproduzent

### 2011
Moderation: Sabine Heinrich und Tobias Schlegl
- Beste Band: Beatsteaks
- Bester Künstler: Clueso
- Bester Live-Act: Die Fantastischen Vier
- Bester Plan-B-Act: Thees Uhlmann
- Bestes Album: Casper – XOXO
- Beste Single: Tim Bendzko – Nur noch kurz die Welt retten
- Beste Comedy: René Marik
- Sonderpreis: WDR-Tatorte aus Münster und Köln mit den Hauptdarstellern Jan Josef Liefers, Axel Prahl, Klaus J. Behrendt und Dietmar Bär.

### 2012

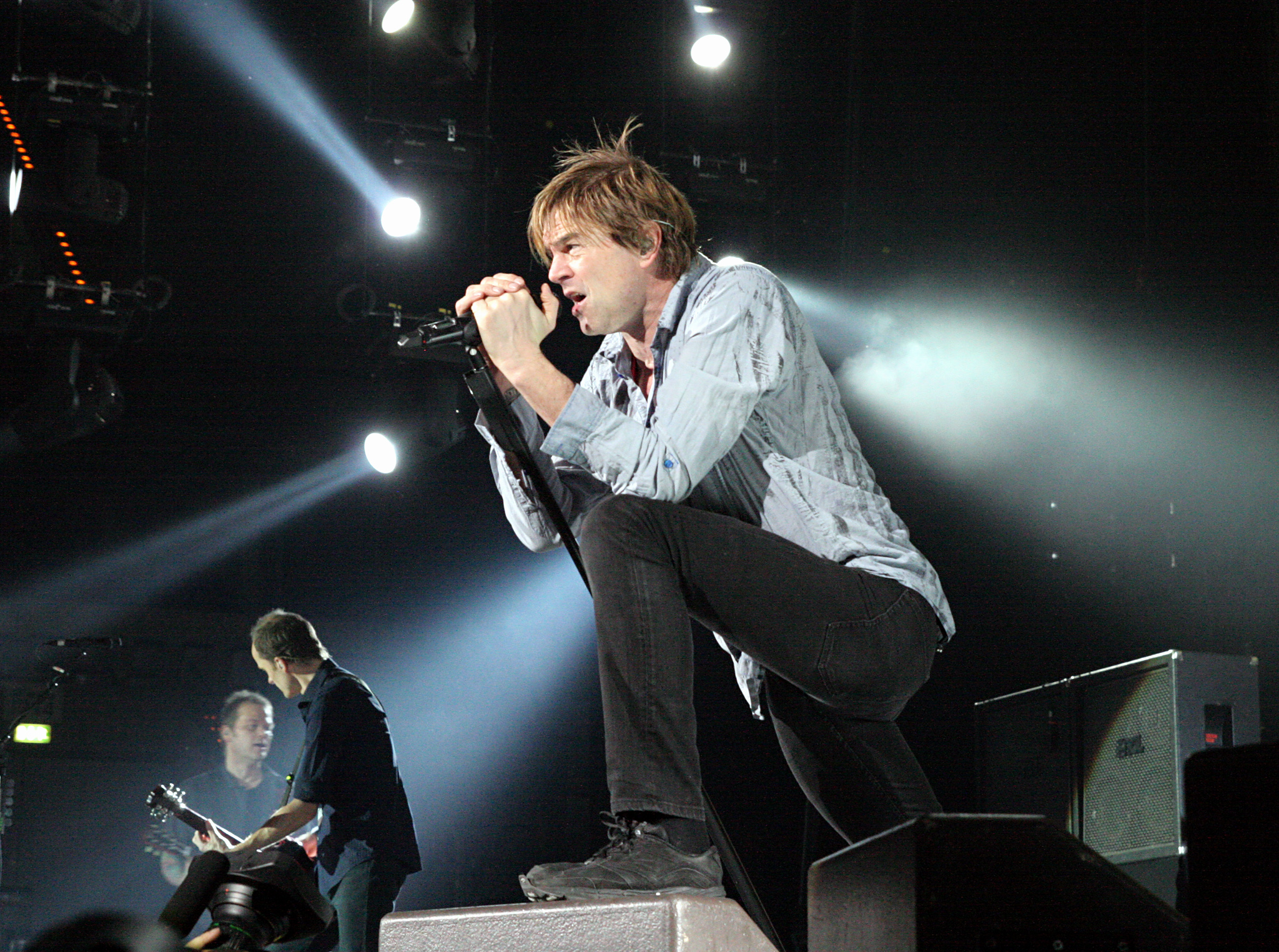
Die Toten Hosen in der SAP-Arena Mannheim am 15. Dezember 2012

Moderation: Sabine Heinrich und Chris Guse
- Beste Band: Die Toten Hosen
- Bester Künstler: Tim Bendzko
- Bester Live-Act: Casper
- Bester Plan-B-Act: Frittenbude
- Bestes Album: Kraftklub – Mit K
- Beste Single: Cro – Easy
- Beste Comedy: Michael Mittermeier
- Sonderpreis: Pussy Riot[10]

### 2013

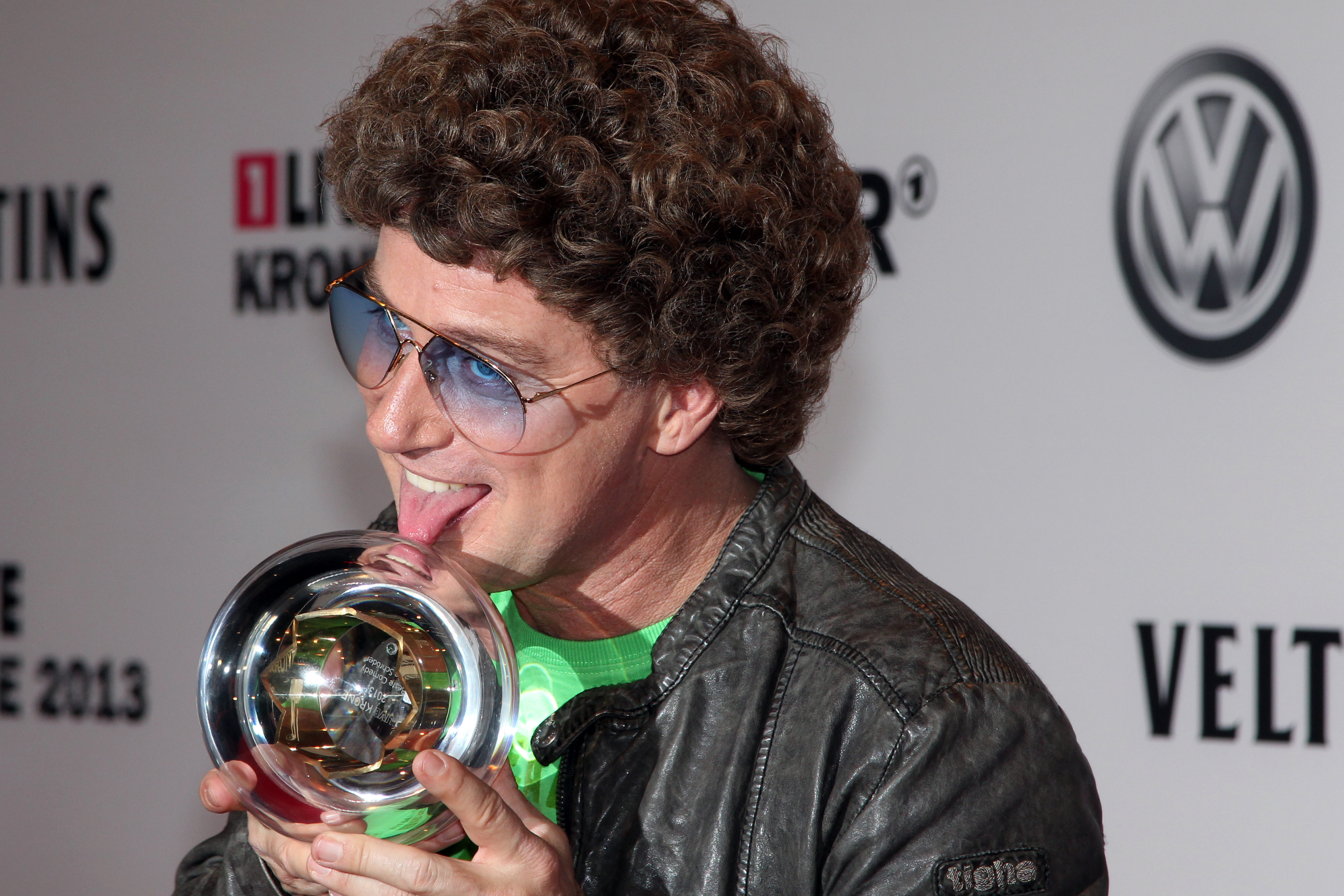
Beste Comedy 2013: Atze Schröder

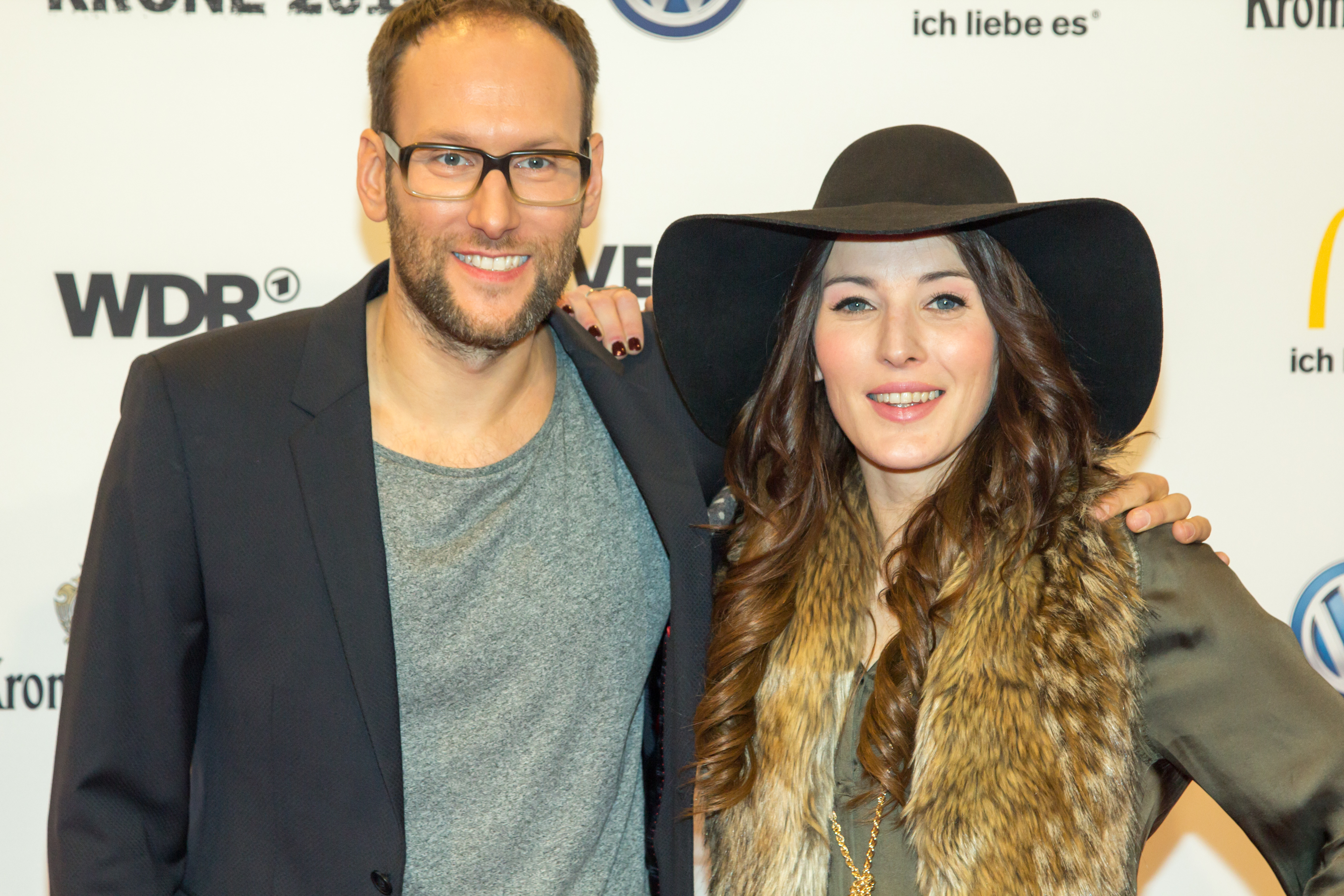
Simon Beeck und Jeannine Michaelsen moderierten die Krone 2013 und 2014

Moderation: Jeannine Michaelsen und Simon Beeck
- Beste Band: Seeed
- Bester Künstler: Casper
- Bester Live-Act: Die Toten Hosen
- Bester Plan-B-Act: Prinz Pi
- Bestes Album: Casper – Hinterland
- Beste Single: Milky Chance – Stolen Dance
- Bestes Video: LeFloid
- Beste Comedy: Atze Schröder
- Sonderpreis: Wolfgang Niedecken

### 2014

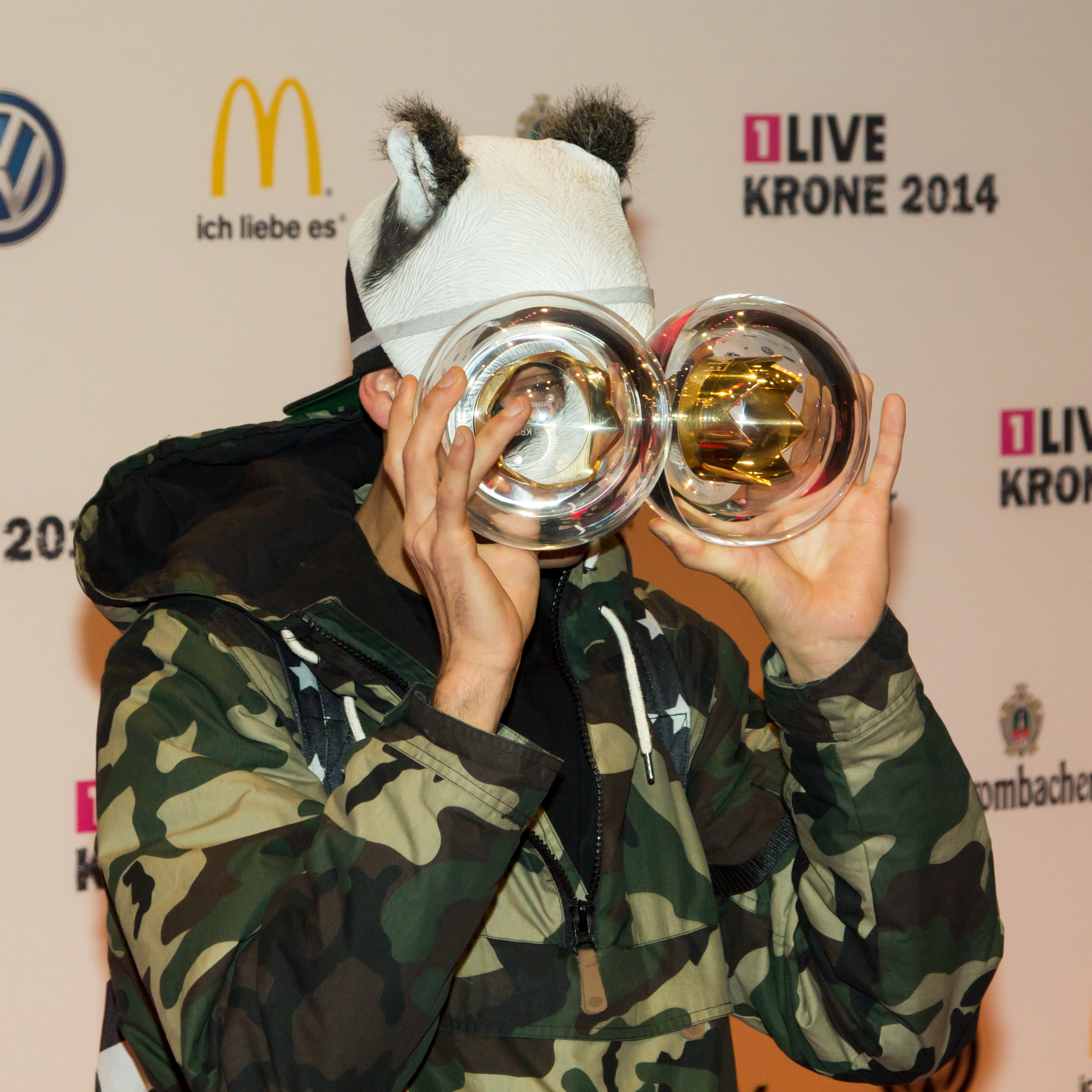
Cro mit den Kronen für die beste Single und das beste Album 2014

Moderation: Jeannine Michaelsen und Simon Beeck
- Beste Band: Kraftklub
- Bester Künstler: Clueso
- Bester Live-Act: Marteria
- Bester Hip-Hop-Act: Kollegah
- Bestes Album: Cro – Melodie
- Beste Single: Cro – Traum
- Bestes Video: ApeCrime
- Beste Comedy: Bülent Ceylan
- Sonderpreis: Joko Winterscheidt und Klaas Heufer-Umlauf

### 2015

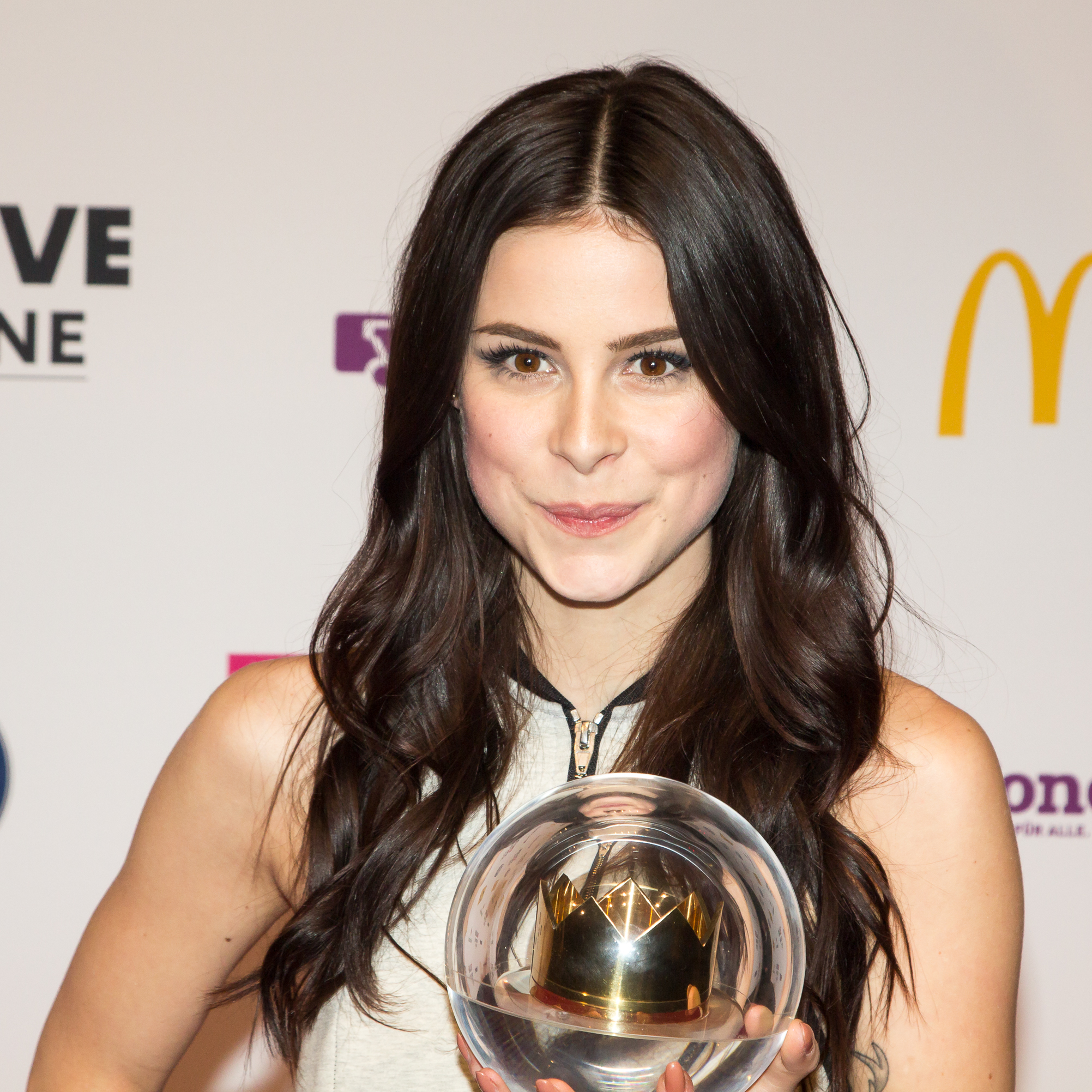
Lena Meyer-Landrut mit der Krone für die beste Künstlerin 2015

Moderation: Tina Middendorf und Simon Beeck
- Beste Band: Kraftklub
- Bester Künstler: Marteria
- Beste Künstlerin: Lena Meyer-Landrut
- Bester Live-Act: K.I.Z
- Bester Hip-Hop-Act: Alligatoah
- Bestes Album: Cro – MTV Unplugged: Cro
- Beste Single: Sido & Andreas Bourani – Astronaut
- Video Krone: Julien Bam – Most Epic Dance-Moves
- Comedy-Krone: Carolin Kebekus
- Sonderpreis: Fettes Brot

### 2016
Moderation: Klaas Heufer-Umlauf
- Beste Band: 257ers
- Bester Künstler: Clueso
- Bester Live-Act: K.I.Z

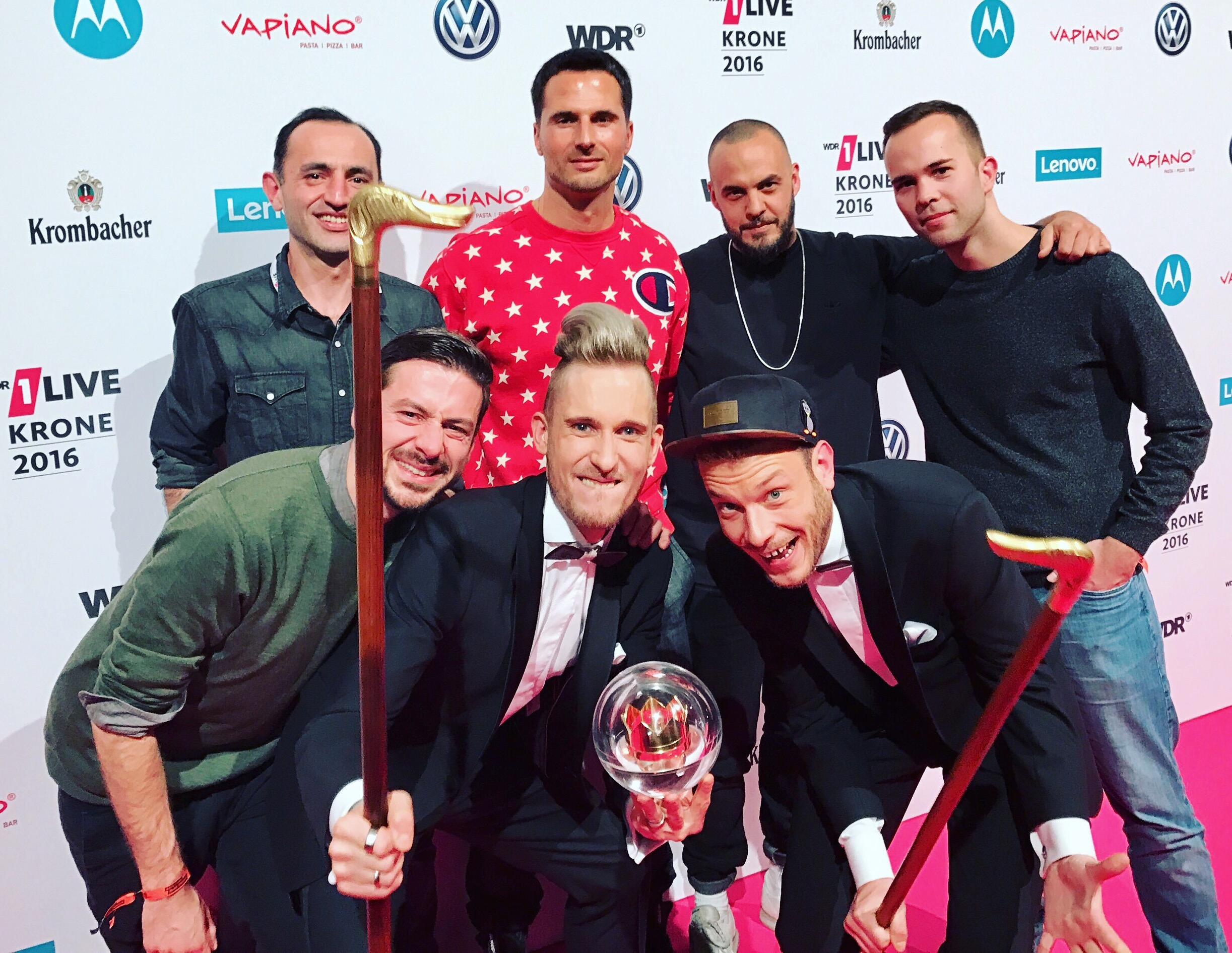
257ers und Elvir Omerbegovic bei der 1 Live Krone 2016

- Bester Hip-Hop-Act: Bonez MC & RAF Camora
- Beste Single: Max Giesinger – 80 Millionen
- Video Krone: Julien Bam – Mein Disstrack (Roast Yourself Challenge)
- Comedy-Krone: Luke Mockridge
- Sonderpreis: Jürgen Domian

### 2017
Moderation: Klaas Heufer-Umlauf und Sido
- Beste Band: Kraftklub
- Bester Künstler: Mark Forster
- Bester Live-Act: Kraftklub
- Bester Hip-Hop-Act: RAF Camora
- Bestes Album: RIN – Eros
- Beste Single: Mark Forster – Sowieso
- Comedy-Krone: Dennis aus Hürth
- Sonderpreis: Kevin-Prince Boateng

### 2018
Moderation: Luke Mockridge
- Bester Newcomer: Fynn Kliemann
- Bester Live-act: Kontra K
- 1LIVE Krone Förderpreis: Amilli
- Bester Künstler: Mark Forster
- Beste Künstlerin: Nura
- Bester Hip-Hop-Act: Marteria und Casper
- Bestes Album: Marteria und Casper – 1982
- Beste Single: Die Fantastischen Vier und Clueso – Zusammen
- Sonderpreis: Ehepaar Lohmeyer für das Jamel-rockt-den-Förster-Musikfestival
- Comedy-Krone: Chris Tall

### 2019
Moderation: Luke Mockridge
- Bester Künstler: Sido
- Beste Single: Juju feat. Henning May – Vermissen
- Bester Dance Act: Felix Jaehn
- Förderpreis: Giant Rooks
- Bester Hip-Hop-Act: Kontra K
- Beste Künstlerin: Juju
- Bester Live Act: Marteria & Casper
- Sonderpreis: Robert-Enke-Stiftung
- Comedy-Krone: Felix Lobrecht
- Beste Band: AnnenMayKantereit

### 2020
Moderation: Andreas Bursche und Donya Farahani. Aufgrund der COVID-19-Pandemie fand keine Live-Gala statt.
- Bester Newcomer-Act: Provinz
- Beste Band: Seeed
- Beste Künstlerin: Lea
- Beste Single: Mark Forster – Übermorgen
- Bester Dance Act: Felix Jaehn
- Comedy-Krone: Gemischtes Hack
- Bester Künstler: Fynn Kliemann
- Bester Hip-Hop Act: Kontra K

### 2021
Moderation: Freddie Schürheck und Benni Bauerdick / Larissa Rieß und Philipp Isterewicz. Aufgrund der COVID-19-Pandemie fand keine Live-Gala statt, sondern eine ganztägige Verleihung im Radio.
- Bester Newcomer-Act: Luna
- Beste Band: Provinz
- Beste Künstlerin: Lea
- Beste Single: Nico Santos – Would I Lie to You?
- Bester Dance Act: Felix Jaehn
- Comedy-Krone: Teddy Teclebrhan
- Bester Künstler: Marteria
- Bester Hip-Hop Act: Kontra K

### 2022
Moderation: Mona Ameziane
- Sonderpreis: Repair Together
- Bester Song: Peter Fox feat. Inéz – Zukunft Pink
- Beste Künstlerin: Lea
- Bester Künstler: Clueso
- Bester Live-Act: SDP
- Bester Newcomer-Act: Nina Chuba
- Bester Dance-Song: Felix Jaehn feat. Zoe Wees – Do It Better
- Bester Hip-Hop/R&B-Song: Nina Chuba – Wildberry Lillet
- Bester Alternative-Song: Kraftklub – Ein Song reicht

### 2023
Moderation: Donya Farahani
- Beste Unterhaltung: Tom und Bill Kaulitz für ihren Podcast Kaulitz Hills – Senf aus Hollywood
- Sonderpreis: Jan Delay
- Bester Song: Ski Aggu, Joost & Otto Waalkes – Friesenjung
- Bester Alternative Song: Casper feat. Cro – Sommer
- Bester Dance Song: Bennett – Vois sur ton chemin (Techno Mix)
- Bester Hip-Hop / R&B Song: 01099 feat. Ski Aggu – Anders
- Bester Künstler: Cro
- Bester Newcomer Act: Ski Aggu
- Beste Künstlerin: Nina Chuba
- Bester Live Act: Kraftklub

### 2024
Moderation: Jeannine Michaelsen
- Bester Song: Soho Bani – Zeit, dass sich was dreht
- Beste Künstlerin: Paula Hartmann
- Bester Hip-Hop / R&B Song: 01099 – Küssen
- Bester Live Act: SDP
- Bester Alternative Song: Zartmann feat. Ski Aggu – Wie du manchmal fehlst
- Bester Newcomer Act: Berq
- Bester Künstler: Ski Aggu
- Sonderpreis: Beatsteaks
- Beste Unterhaltung: Toni und Felix Kroos für ihren Podcast Einfach mal Luppen[14]

## Mehrfach-Gewinner
Künstler, die seit der ersten Preisverleihung im Jahr 2000 mehr als eine 1 Live Krone gewonnen haben:
| Anzahl an Kronen | Gewinner |
| ---------------- | --- |
| 8                | Casper, Clueso |
| 7                | Kraftklub |
| 6                | Cro, Fettes Brot, Marteria, Die Toten Hosen |
| 5                | Die Fantastischen Vier, Ski Aggu |
| 4                | Mark Forster, Felix Jaehn, Kontra K |
| 3                | Beatsteaks, Nina Chuba, Jan Delay, Peter Fox, Herbert Grönemeyer, Lea, Lena Meyer-Landrut, Michael Mittermeier, No Angels, Reamonn, Sasha, Sportfreunde Stiller, Wir sind Helden |
| 2                | Die Ärzte, Julien Bam, Tim Bendzko, Jeanette Biedermann, Gentleman, Juju, K.I.Z, Fynn Kliemann, Provinz, RAF Camora, SDP, Seeed, Sido, Silbermond, Tokio Hotel, 01099            |